# Sala Krau (quận)
Sala Krau (tiếng Khmer: សាលាក្រៅ) là một trong hai quận (Khan) thuộc tỉnh Pailin, miền tây Campuchia. Quận được chia thành 4 Sangkat và 43 Krom. Theo thống kê năm 1998, dân số toàn quận là 7.106 người.
| Sangkat (Xã) | Krom (Làng) |
| ------------ | --- |
| Sala Krau    | Spung, Veal, Tuol, Leav, Kuy, Ou Ressey Kroam, Kok Keo, Sre An Tak |
| Stueng Trang | Thnol Bat, Stoeng Trang, Phnum Krenh, Ou Kunthy Dova, Bay Sei, Phnom Prial, Dei Saeit, Ou Doun Ta Kroam, Ou Don Ta Loeu, Prey Chun Teas, Pteas Sboav, Koan Dam Rei, Toul Khos, Anlong Rak Sa, Tom Nob, Dei Sa Thmor |
| Stueng Kach  | Kngak, Ta Ngen Kraom, Ou Beng, Bos S'am, Doung, Stueng Kach, Boeng Prolit, Sla, Rathkraoh Chheh, Tuek Chenh, Ou Ro El, Psar Prum, Ou Chheu Kram                                                                     |
| Ou Andoung   | Thnal Totueng, Koun Phnum, Thnal Kaeng, Boeng Trakuon, O Andoang, Ou Ressey Loeu |